# Sparinvest
Sparinvest er en dansk investeringsvirksomhed. Den blev oprindeligt grundlagt i 1968, som en dansk investeringsforening, men er siden vokset til en international kapitalforvalter med aktiviteter i en række europæiske lande.
Sparinvest forvalter, anno 2013, en samlet kapital på ca. 70 mia. kr.
I Danmark handles Sparinvests investeringsbeviser gennem landets pengeinstitutter, der også rådgiver vores ca. 135.000 private danske investorer. På globalt plan har Sparinvest i alt ca. 175.000 investorer.